# 克朗代克淘金热

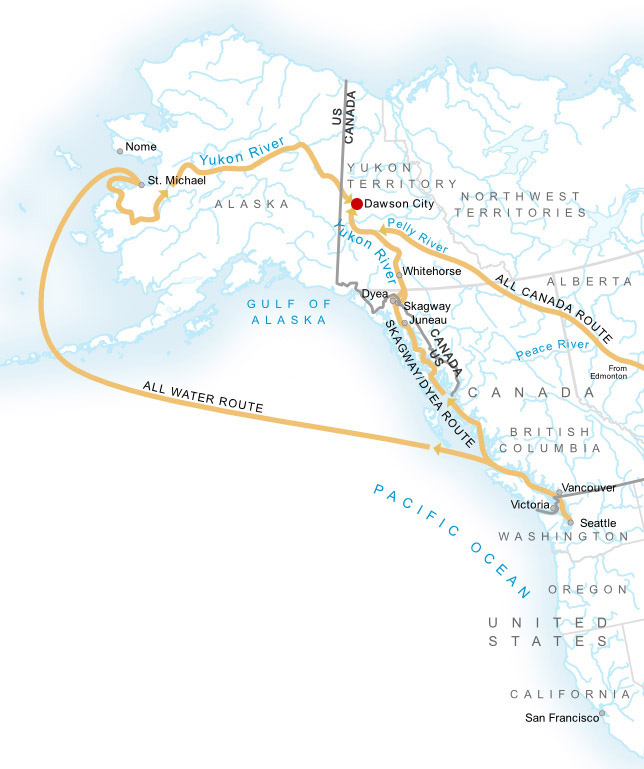
前往克朗代克的路线

克朗代克淘金熱（英語：Klondike Gold Rush）是在1896年至1899年间，约有10万名淘金者迁徙至加拿大西北部育空地区的克朗代克地区的一场大规模移民潮。
1896年8月16日，当地探矿者乔治·卡马克（George Carmack）在克朗代克河附近发现金矿。次年，消息传到西雅图和旧金山，引发了淘金者的疯狂涌入。只有极少的人发财，大多数人徒劳无功。这场事件被永载于电影、文学和照片中。
为了到达金矿区，大多数淘金者选择通过阿拉斯加东南部的戴亚和史凯威港口。在这里，“克朗代克淘金者”可以选择穿越奇尔库特小径或怀特帕斯小径到达育空河，然后乘船抵达克朗代克。加拿大政府要求前往克朗代克的淘金者每人携带一年的食物供应，以防止饥饿。淘金者的装备重达将近一吨，大多都由自己携带，分阶段前行。完成这项任务，需应对山地地形和寒冷气候，意味着坚持下来的人直到1898年夏季才抵达目的地。到达那里后，他们发现机会很少，很多人感到失望。
为了容纳淘金者，沿途出现了繁荣的城镇。在终点站，道森市位于克朗代克河和育空河的汇流处。从1896年的500人口，到1898年夏季，该城的人口增长到约17,000人。由木材建成、偏远而不卫生的道森城饱受火灾、物价高涨和瘟疫之苦。尽管如此，最富有的淘金者奢侈地花钱，在酒馆里赌博、饮酒。另一方面，当地的原住名Hän人深受这场淘金热的影响；他们被强制搬到保留地，为淘金者腾出空间，许多人丧生。
从1898年开始，曾鼓励众多淘金者前往克朗代克的报纸对此失去了兴趣。1899年夏季，西阿拉斯加的诺姆附近发现了金矿，许多淘金者离开克朗代克前往新的金矿区，标志着克朗代克淘金热的结束。繁荣的城镇衰落，道森城的人口减少。在引入更重型设备后，克朗代克的金矿产量在1903年达到顶峰。自那时以来，克朗代克的金矿开采断断续续，如今这段历史吸引着游客前来该地区，并为该地区的繁荣做出贡献。
据估计，该地区已开采约14,000,000 oz（400 t）的黄金（截至2013年），其中一半来自邦纳扎河（Bonanza Creek），四分之一来自汉克尔克（Hunker Creek）。

## 备注
1. ↑  亦称作育空淘金热、阿拉斯加淘金热、加拿大淘金热及最后一次淘金热